# Trionymus longipilosus
Trionymus longipilosus är en insektsart som beskrevs av De Lotto 1961. Trionymus longipilosus ingår i släktet Trionymus och familjen ullsköldlöss. Inga underarter finns listade i Catalogue of Life.